# Lithocarpus loratifolius
Lithocarpus loratifolius är en bokväxtart som beskrevs av Phengklai. Lithocarpus loratifolius ingår i släktet Lithocarpus och familjen bokväxter. Inga underarter finns listade.